# پلیزنت گروو، شهرستان المنس، کارولینای شمالی
پلیزنت گروو (به انگلیسی: Pleasant Grove) یک منطقهٔ مسکونی در ایالات متحده آمریکا است که در شهرستان المنس، کارولینای شمالی واقع شده‌است. پلیزنت گروو ۱۹۹٫۰۴ متر بالاتر از سطح دریا واقع شده‌است.